# Abutilon arenarium
Abutilon arenarium är en malvaväxtart som beskrevs av Cyril Tenison White. Abutilon arenarium ingår i släktet klockmalvor, och familjen malvaväxter. Inga underarter finns listade i Catalogue of Life.